# Justo Rodríguez Gallego
Justo Rodríguez Gallego (ur. 29 listopada 1954 w Don Benito) – hiszpański duchowny rzymskokatolicki, biskup pomocniczy diecezji Zárate-Campana w Argentynie od 2021.

## Życiorys

### Prezbiterat
Święcenia kapłańskie przyjął 6 lipca 1980 i został inkardynowany do archidiecezji Toledo. Po kilku latach pracy duszpasterskiej w rodzinnej diecezji wyjechał do Argentyny i rozpoczął pracę w seminarium diecezji Zárate-Campana. W latach 1989–1997 przebywał w Toledo, a w kolejnych latach ponownie pracował w diecezji Zárate-Campana, pełniąc funkcje m.in. delegata ds. powołań, wikariusza biskupiego oraz wikariusza generalnego.

### Episkopat
10 października 2020 papież Franciszek mianował go biskupem pomocniczym Zárate-Campana ze stolicą tytularną Nomentum. Sakry biskupiej udzielił mu 9 stycznia 2021 biskup Pedro María Laxague.